# Mueang Chainat (huyện)
Mueang Chainat (tiếng Thái: เมืองชัยนาท) là huyện thủ phủ (Amphoe Mueang) thuộc tỉnh Chainat, miền trung Thái Lan.

## Địa lý
Các huyện giáp ranh (từ phía đông theo chiều kim đồng hồ): Sapphaya, Sankhaburi, Hankha, Wat Sing, Manorom thuộc tỉnh Chainat, Takhli thuộc tỉnh Nakhon Sawan.

## Hành chính
Huyện này được chia thành 9 phó huyện (tambon), các đơn vị này lại được chia thành 81 làng (muban). Chainat là một thị xã (thesaban mueang) nằm trên lãnh thổ toàn bộ ‘‘tambon’’ Nai Mueang và một số khu vực của Ban Kluai, Tha Chai and Khao Tha Phra. Ngoài ra có 8 tổ chức hành chính tambon (TAO).
| Số TT | Tên           | Tên tiếng Thái | Số làng | Dân số |  |
| ----- | ------------- | -------------- | ------- | ------ |  |
| 1.    | Nai Mueang    | ในเมือง         | -       | 6.173  |  |
| 2.    | Ban Kluai     | บ้านกล้วย        | 7       | 12.988 |  |
| 3.    | Tha Chai      | ท่าชัย           | 11      | 9.017  |  |
| 4.    | Chai Nat      | ชัยนาท          | 9       | 8.317  |  |
| 5.    | Khao Tha Phra | เขาท่าพระ       | 7       | 7.668  |  |
| 6.    | Hat Tha Sao   | หาดท่าเสา       | 8       | 5.128  |  |
| 7.    | Thammamun     | ธรรมามูล        | 10      | 7.883  |  |
| 8.    | Suea Hok      | เสือโฮก         | 14      | 7.863  |  |
| 9.    | Nang Lue      | นางลือ          | 15      | 8.171  |  |